# Волков, Анатолий Васильевич
Анатолий Васильевич Волков — советский военный деятель, генерал-полковник (20.09.1970).

## Биография
Родился в 1913 году в деревне Юркино (ныне Ивановской район, Ивановская область). Член КПСС с 1936 года.
С 1931 года — на военной службе в Красной Армии. В 1931—1978 гг. — на штабных должностях в РККА, командир дивизиона, начальник штаба полка, начальник артиллерии стрелковой бригады, офицер Генштаба, старший помощник начальника оперативного управления Калининского направления, на командных должностях в Советской Армии. С 1959 года — первый заместитель начальника штаба Южной группы войск. С июля 1963 по август 1964 года — начальник штаба Приволжского военного округа. С 1968 по 1978 годы — начальник Главного организационно-мобилизационного управления Генерального штаба Вооружённых Сил.
С 1978 года состоял военным консультантом в Группе генеральных инспекторов Министерства обороны СССР.
Умер в Москве в 1986 году. Похоронен на Кунцевском кладбище Москвы.